# Manolín Bueno
Pour les articles homonymes, voir Manolín et Bueno.
Manuel Bueno Cabral, plus communément appelé Manolín Bueno,  est un footballeur espagnol né le 5 février 1940 à Séville. Il évoluait au poste d'attaquant.

## Biographie

### En club
Manolín Bueno est formé au Cádiz CF, il est joueur du club lors de la saison 1958-1959.
De 1959 à 1971, il évolue sous les couleurs du Real Madrid CF,.
Manolín Bueno remporte la Coupe intercontinentale en 1960.
Dans les années 1960, le Real Madrid dispute la Coupe des clubs champions à de nombreuses reprises, mais Manuel Bueno ne joue aucun match lors de la campagne victorieuse du club en 1966,
Il est sacré Champion d'Espagne à huit reprises et remporte la Coupe d'Espagne en 1970.
Il dispute la finale de la Coupe des vainqueurs de coupe lors de la campagne 1970-1971 perdue contre le Chelsea FC 1-2
Manolín Bueno est transféré au Séville FC en 1971. Il raccroche les crampons deux saisons plus tard en 1973,.
Au total, Manolín Bueno dispute 99 matchs pour 18 buts marqués en première division espagnole, 5 matchs en Coupe des vainqueurs de coupe pour un but marqué, 7 matchs en Coupe des clubs champions pour un but marqué et 2 matchs en Coupe intercontinentale.

## Palmarès
Real Madrid
| - Coupe intercontinentale (1) : - Vainqueur : 1960. |  | - Championnat d'Espagne (8) : - Champion : 1960-61, 1961-62, 1962-63, 1963-64, 1964-65, 1966-67, 1967-68 et 1968-69 - Coupe d'Espagne (1) : - Vainqueur : 1969-70. |